# Эмират Трансиордания
Эмират Трансиордания (араб. إمارة شرق الأردن‎ Imārat Sharq al-Urdun; англ. Emirate of Transjordan; офиц.: Amirate of Trans-Jordan) — британский протекторат, который был создан в апреле 1921 года после Каирской конференции. Эмиратом правила монархическая династия Хашимитов, которая правила и в соседнем Ираке. Официально территория находилась в составе Британского мандата в Палестине, но была полностью автономна. В 1946 году эмират стал независимым государством под названием Хашимитское королевство Трансиордания, а Абдалла I — его королем. В 1949 году, после Арабо-израильской войны и принятия новой конституции, Абдалла I изменил название государства на Хашимитское королевство Иордания.

## История

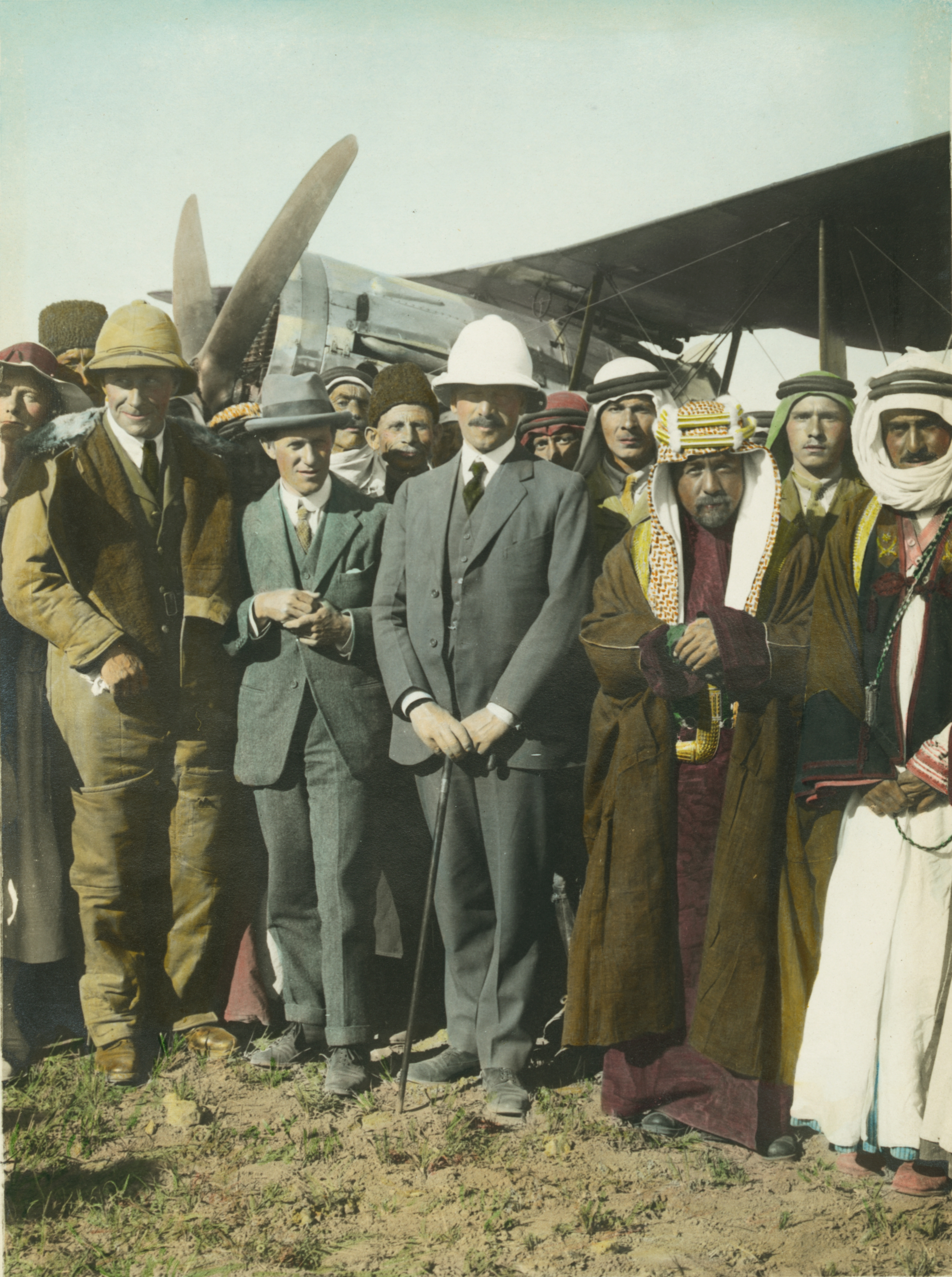
Эмир Абдалла с Лоуренсом в Аммане 1921 год

### Предыстория
Во времена Османской империи большая часть Трансиордании находилась в составе Сирийского вилайета. Северная часть страны традиционно ассоциировалась с Сирией, а южная — с Аравийским полуостровом.
Во время Первой мировой войны на территории Трансиордании происходили боевые действия. При содействии британского офицера Т. Э. Лоуренса шериф Мекки Хусейн ибн Али организовал успешное восстание, которое способствовало поражению и распаду Османской империи. После поражения Османской империи в Первой мировой войне власть в Трансиордании осуществляла совместная британская, французская и арабская военная администрация. В апреле 1920 года на коференции в Сан-Ремо Трансиордания была включена в состав Британского мандата в Палестине.

### Установление британского контроля
Согласно тайному соглашению Сайкса-Пико территория будущей Трансиордании передавалась Великобритании. Юридически передача управления определялась Британским мандатом в Палестине, выданным Лигой Наций.

## Границы
Площадь Трансиордании была примерно 42000 км².

## Население
Общее население составляло 240 000, из которых около 220 000 были мусульманами и христианами, 10 000 арабов и 10 000 кавказцев, и также черкесов, которые туда были переведены турецким правительством после русско-турецкой войны 1877—1878 гг.

## Инфраструктура
По территории эмирата проходил воздушный маршрут Каир-Багдад и в Аммане был аэродром.

## Экономика
Государственные доходы в 1924—1925 гг. были 217 000 египетских фунтов, и взносы от Великобритании (150 000 египетских фунтов в 1923—1924 гг.).